# Четырёхполюсник
Четырёхпо́люсник — электрическая цепь, разновидность многополюсника, имеющая четыре точки подключения. Как правило, две точки являются входом, две другие — выходом.

## Общие сведения

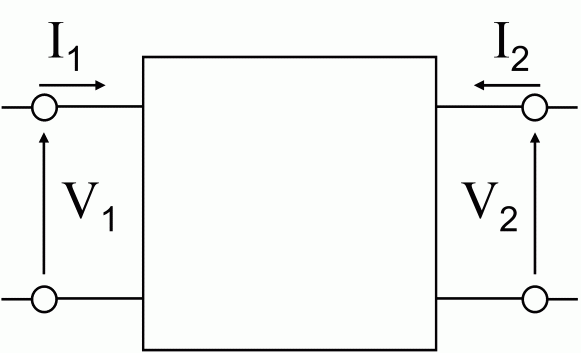
Схема четырёхполюсника

При анализе электрических цепей очень часто бывает удобным выделить фрагмент цепи, имеющий две пары зажимов. Поскольку электрические (электронные) цепи очень часто связаны с передачей энергии или обработкой и преобразованием информации, одну пару зажимов обычно называют «входными», а вторую — «выходными». На входные зажимы подаётся исходный сигнал, с выходных снимается преобразованный.
Такими четырёхполюсниками являются, например, трансформаторы, усилители, фильтры, стабилизаторы напряжения, телефонные линии, линии электропередачи и т. д.
Однако математическая теория четырёхполюсников не предполагает никаких предопределённых потоков энергии/информации в цепях, поэтому названия «входные» и «выходные» являются данью традиции и с этой оговоркой будут использоваться далее.
Состояния входных и выходных зажимов определяются четырьмя параметрами: напряжением и током во входной (U1, I1) и выходной (U2, I2) цепях. В этой системе параметров линейный четырёхполюсник описывается системой из двух линейных уравнений, причём два из четырёх параметров состояния являются исходными, а два других — определяемыми. Для нелинейных четырёхполюсников зависимость может носить более сложный характер. Например, выходные параметры через входные можно выразить системой
{\displaystyle {\begin{cases}U_{2}=b_{11}U_{1}+b_{12}I_{1}\\I_{2}=b_{21}U_{1}+b_{22}I_{1}\\\end{cases}};~~~{\begin{pmatrix}U_{2}\\I_{2}\end{pmatrix}}={\begin{pmatrix}b_{11}&b_{12}\\b_{21}&b_{22}\end{pmatrix}}{\begin{pmatrix}U_{1}\\I_{1}\end{pmatrix}}}
В дальнейшем будет использоваться запись системы уравнений в матричном виде, как наиболее удобная для восприятия.

## Системы параметров
Линейный четырёхполюсник, не содержащий независимых источников (напряжения и/или тока), описывается четырьмя параметрами — два напряжения и два тока. Любые две величины из четырёх можно определить через оставшиеся две. Поскольку число сочетаний 2 из 4 — 6, используется одна из шести систем записи формальных параметров четырёхполюсника:
- A-форма U1=AU2+BI2; I1=CU2+DI2, где A, B, C, D — A-параметры, обобщенные[3] или комплексные[4] параметры.
- Y-форма I1=Y11U1+Y12U2; I2=Y21U1+Y22U2, где Y11, Y12, Y21, Y22 — Y-параметры, или параметры проводимостей[5].
- Z-форма U1=Z11I1+Z12I2; U2=Z21I1+Z22I2, где Z11, Z12, Z21, Z22 — Z-параметры, или параметры сопротивлений[5].
- H-форма U1=h11I1+h12U2; I2=h21I1+h22U2, где h11, h12, h21, h22 — h-параметры, которые применяются при рассмотрении схем с транзисторами[3].
- G-форма I1=G11U1+G12I2; U2=G21U1+G22I2, где G — это параметр который используется при рассмотрении ламповых схем.
- B-форма U2=B11U1+B12I1; I2=B21U1+B22I1

Конкретная система выбирается из соображений удобства. Выбор зависит от того, какой параметр (напряжение или ток) является входным и какой — выходным сигналом для данного четырёхполюсника.
В указанных системах формальных параметров не могут быть учтены произвольные внутренние источники (например, постоянного тока), допускаются только управляемые генераторы тока и управляемые генераторы напряжения, которые управляются входными сигналами четырёхполюсника. Поэтому в качестве четырёхполюсников рассматриваются, как правило, эквивалентные схемы по переменному току.
Системы уравнений и эквивалентные схемы четырёхполюсников при использовании каждого типа параметров показаны в таблице.

### Системы уравнений, эквивалентные схемы, измерение параметров
| Тип               | Система уравнений | Эквивалентная схема | Измерение параметров |
| ----------------- | --- | ------------------- | --- |
| {\displaystyle G} | {\displaystyle {\begin{pmatrix}I_{1}\\U_{2}\end{pmatrix}}={\begin{pmatrix}g_{11}&g_{12}\\g_{21}&g_{22}\end{pmatrix}}{\begin{pmatrix}U_{1}\\I_{2}\end{pmatrix}}} |                     | {\displaystyle g_{11}=\left.{\frac {I_{1}}{U_{1}}}\right\|_{I_{2}=0}\quad g_{12}=\left.{\frac {I_{1}}{I_{2}}}\right\|_{U_{1}=0}} {\displaystyle g_{21}=\left.{\frac {U_{2}}{U_{1}}}\right\|_{I_{2}=0}\quad g_{22}=\left.{\frac {U_{2}}{I_{2}}}\right\|_{U_{1}=0}} |
| {\displaystyle H} | {\displaystyle {\begin{pmatrix}U_{1}\\I_{2}\end{pmatrix}}={\begin{pmatrix}h_{11}&h_{12}\\h_{21}&h_{22}\end{pmatrix}}{\begin{pmatrix}I_{1}\\U_{2}\end{pmatrix}}} |                     | {\displaystyle h_{11}=\left.{\frac {U_{1}}{I_{1}}}\right\|_{U_{2}=0}\quad h_{12}=\left.{\frac {U_{1}}{U_{2}}}\right\|_{I_{1}=0}} {\displaystyle h_{21}=\left.{\frac {I_{2}}{I_{1}}}\right\|_{U_{2}=0}\quad h_{22}=\left.{\frac {I_{2}}{U_{2}}}\right\|_{I_{1}=0}} |
| {\displaystyle Y} | {\displaystyle {\begin{pmatrix}I_{1}\\I_{2}\end{pmatrix}}={\begin{pmatrix}y_{11}&y_{12}\\y_{21}&y_{22}\end{pmatrix}}{\begin{pmatrix}U_{1}\\U_{2}\end{pmatrix}}} |                     | {\displaystyle y_{11}=\left.{\frac {I_{1}}{U_{1}}}\right\|_{U_{2}=0}\quad y_{12}=\left.{\frac {I_{1}}{U_{2}}}\right\|_{U_{1}=0}} {\displaystyle y_{21}=\left.{\frac {I_{2}}{U_{1}}}\right\|_{U_{2}=0}\quad y_{22}=\left.{\frac {I_{2}}{U_{2}}}\right\|_{U_{1}=0}} |
| {\displaystyle Z} | {\displaystyle {\begin{pmatrix}U_{1}\\U_{2}\end{pmatrix}}={\begin{pmatrix}z_{11}&z_{12}\\z_{21}&z_{22}\end{pmatrix}}{\begin{pmatrix}I_{1}\\I_{2}\end{pmatrix}}} |                     | {\displaystyle z_{11}=\left.{\frac {U_{1}}{I_{1}}}\right\|_{I_{2}=0}\quad z_{12}=\left.{\frac {U_{1}}{I_{2}}}\right\|_{I_{1}=0}} {\displaystyle z_{21}=\left.{\frac {U_{2}}{I_{1}}}\right\|_{I_{2}=0}\quad z_{22}=\left.{\frac {U_{2}}{I_{2}}}\right\|_{I_{1}=0}} |
| {\displaystyle A} | {\displaystyle {\begin{pmatrix}U_{1}\\I_{1}\end{pmatrix}}={\begin{pmatrix}a_{11}&a_{12}\\a_{21}&a_{22}\end{pmatrix}}{\begin{pmatrix}U_{2}\\I_{2}\end{pmatrix}}} |                     | {\displaystyle a_{11}=\left.{\frac {U_{1}}{U_{2}}}\right\|_{I_{2}=0}\quad a_{12}=\left.{\frac {U_{1}}{I_{2}}}\right\|_{U_{2}=0}} {\displaystyle a_{21}=\left.{\frac {I_{1}}{U_{2}}}\right\|_{I_{2}=0}\quad a_{22}=\left.{\frac {I_{1}}{I_{2}}}\right\|_{U_{2}=0}} |
| {\displaystyle B} | {\displaystyle {\begin{pmatrix}U_{2}\\I_{2}\end{pmatrix}}={\begin{pmatrix}b_{11}&b_{12}\\b_{21}&b_{22}\end{pmatrix}}{\begin{pmatrix}U_{1}\\I_{1}\end{pmatrix}}} |                     | {\displaystyle b_{11}=\left.{\frac {U_{2}}{U_{1}}}\right\|_{I_{1}=0}\quad b_{12}=\left.{\frac {U_{2}}{I_{1}}}\right\|_{U_{1}=0}} {\displaystyle b_{21}=\left.{\frac {I_{2}}{U_{1}}}\right\|_{I_{1}=0}\quad b_{22}=\left.{\frac {I_{2}}{I_{1}}}\right\|_{U_{1}=0}} |

### Преобразование параметров
В качестве примера преобразуем h-параметры четырёхполюсника в y-параметры. Для этого нужно осуществить следующее преобразование системы уравнений:
{\displaystyle {\begin{cases}U_{1}=h_{11}I_{1}+h_{12}U_{2}\\I_{2}=h_{21}I_{1}+h_{22}U_{2}\end{cases}}\to ~~~{\begin{cases}I_{1}=y_{11}U_{1}+y_{12}U_{2}\\I_{2}=y_{21}U_{1}+y_{22}U_{2}\end{cases}}.}
Из первого уравнения исходной системы выразим I1:
{\displaystyle {\begin{cases}I_{1}={\frac {1}{h_{11}}}U_{1}-{\frac {h_{12}}{h_{11}}}U_{2}\\I_{2}=h_{21}I_{1}+h_{22}U_{2}\end{cases}}.}
Первое уравнение подставим во второе:
{\displaystyle {\begin{cases}I_{1}={\frac {1}{h_{11}}}U_{1}-{\frac {h_{12}}{h_{11}}}U_{2}\\I_{2}=h_{21}\left({\frac {1}{h_{11}}}U_{1}-{\frac {h_{12}}{h_{11}}}U_{2}\right)+h_{22}U_{2}\end{cases}}.}
Преобразуем второе уравнение:
{\displaystyle I_{2}={\frac {h_{21}}{h_{11}}}U_{1}+\left(h_{22}-{\frac {h_{12}h_{21}}{h_{11}}}\right)U_{2}={\frac {h_{21}}{h_{11}}}U_{1}+{\frac {h_{11}h_{22}-h_{12}h_{21}}{h_{11}}}U_{2}={\frac {h_{21}}{h_{11}}}U_{1}+{\frac {\Delta _{h}}{h_{11}}}U_{2},}
где
{\displaystyle \Delta _{h}=h_{11}h_{22}-h_{12}h_{21}.}
Получаем систему уравнений
{\displaystyle {\begin{cases}I_{1}={\frac {1}{h_{11}}}U_{1}-{\frac {h_{12}}{h_{11}}}U_{2}\\I_{2}={\frac {h_{21}}{h_{11}}}U_{1}+{\frac {\Delta _{h}}{h_{11}}}U_{2}\end{cases}}.}
Сравнивая её с целевой системой, получаем выражения для коэффициентов:
{\displaystyle y_{11}={\frac {1}{h_{11}}};~~~y_{12}=-{\frac {h_{12}}{h_{11}}};~~~y_{21}={\frac {h_{21}}{h_{11}}};~~~y_{22}={\frac {\Delta _{h}}{h_{11}}};}
Определитель новой системы находим простой подстановкой:
{\displaystyle \Delta _{y}=y_{11}y_{22}-y_{12}y_{21}={\frac {1}{h_{11}}}{\frac {\Delta _{h}}{h_{11}}}+{\frac {h_{12}}{h_{11}}}{\frac {h_{21}}{h_{11}}}={\frac {h_{11}h_{22}-h_{12}h_{21}+h_{12}h_{21}}{h_{11}^{2}}}={\frac {h_{22}}{h_{11}}}.}
|                   | {\displaystyle H} | {\displaystyle Y} | {\displaystyle Z} | {\displaystyle G} | {\displaystyle A} |  |
| ----------------- | --- | --- | --- | --- | --- |  |
| {\displaystyle H} | | {\displaystyle h_{11}=1/y_{11}} {\displaystyle h_{12}=-y_{12}/y_{11}} {\displaystyle h_{21}=y_{21}/y_{11}} {\displaystyle h_{22}=\Delta _{y}/y_{11}} {\displaystyle \Delta _{h}=y_{22}/y_{11}}                      | {\displaystyle h_{11}=\Delta _{z}/z_{22}} {\displaystyle h_{12}=z_{12}/z_{22}} {\displaystyle h_{21}=-z_{21}/z_{22}} {\displaystyle h_{22}=1/z_{22}} {\displaystyle \Delta _{h}=z_{11}/z_{22}}                      | {\displaystyle h_{11}=g_{22}/\Delta _{g}} {\displaystyle h_{12}=-g_{12}/\Delta _{g}} {\displaystyle h_{21}=-g_{21}/\Delta _{g}} {\displaystyle h_{22}=g_{11}/\Delta _{g}} {\displaystyle \Delta _{h}=1/\Delta _{g}} | {\displaystyle h_{11}=B/D} {\displaystyle h_{12}=\Delta _{A}/D} {\displaystyle h_{21}=-1/D} {\displaystyle h_{22}=C/D}           |  |
| {\displaystyle Y} | {\displaystyle y_{11}=1/h_{11}} {\displaystyle y_{12}=-h_{12}/h_{11}} {\displaystyle y_{21}=h_{21}/h_{11}} {\displaystyle y_{22}=\Delta _{h}/h_{11}} {\displaystyle \Delta _{y}=h_{22}/h_{11}}                      | | {\displaystyle y_{11}=z_{22}/\Delta _{z}} {\displaystyle y_{12}=-z_{12}/\Delta _{z}} {\displaystyle y_{21}=-z_{21}/\Delta _{z}} {\displaystyle y_{22}=z_{11}/\Delta _{z}} {\displaystyle \Delta _{y}=1/\Delta _{z}} | {\displaystyle y_{11}=\Delta _{g}/g_{22}} {\displaystyle y_{12}=g_{12}/g_{22}} {\displaystyle y_{21}=-g_{21}/g_{22}} {\displaystyle y_{22}=1/g_{22}} {\displaystyle \Delta _{y}=g_{11}/g_{22}}                      | {\displaystyle y_{11}=D/B} {\displaystyle y_{12}=-\Delta _{A}/B} {\displaystyle y_{21}=-1/B} {\displaystyle y_{22}=A/B}          |  |
| {\displaystyle Z} | {\displaystyle z_{11}=\Delta _{h}/h_{22}} {\displaystyle z_{12}=h_{12}/h_{22}} {\displaystyle z_{21}=-h_{21}/h_{22}} {\displaystyle z_{22}=1/h_{22}} {\displaystyle \Delta _{z}=h_{11}/h_{22}}                      | {\displaystyle z_{11}=y_{22}/\Delta _{y}} {\displaystyle z_{12}=-y_{12}/\Delta _{y}} {\displaystyle z_{21}=-y_{21}/\Delta _{y}} {\displaystyle z_{22}=y_{11}/\Delta _{y}} {\displaystyle \Delta _{z}=1/\Delta _{y}} | | {\displaystyle z_{11}=1/g_{11}} {\displaystyle z_{12}=-g_{12}/g_{11}} {\displaystyle z_{21}=g_{21}/g_{11}} {\displaystyle z_{22}=\Delta _{g}/g_{11}} {\displaystyle \Delta _{z}=g_{22}/g_{11}}                      | {\displaystyle z_{11}=A/C} {\displaystyle z_{12}=\Delta _{A}/C} {\displaystyle z_{21}=1/C} {\displaystyle z_{22}=D/C}            |  |
| {\displaystyle G} | {\displaystyle g_{11}=h_{22}/\Delta _{h}} {\displaystyle g_{12}=-h_{12}/\Delta _{h}} {\displaystyle g_{21}=-h_{21}/\Delta _{h}} {\displaystyle g_{22}=h_{11}/\Delta _{h}} {\displaystyle \Delta _{g}=1/\Delta _{h}} | {\displaystyle g_{11}=\Delta _{y}/y_{22}} {\displaystyle g_{12}=y_{12}/y_{22}} {\displaystyle g_{21}=-y_{21}/y_{22}} {\displaystyle g_{22}=1/y_{22}} {\displaystyle \Delta _{g}=y_{11}/y_{22}}                      | {\displaystyle g_{11}=1/z_{11}} {\displaystyle g_{12}=-z_{12}/z_{11}} {\displaystyle g_{21}=z_{21}/z_{11}} {\displaystyle g_{22}=\Delta _{z}/z_{11}} {\displaystyle \Delta _{g}=z_{22}/z_{11}}                      | | {\displaystyle g_{11}=C/A} {\displaystyle g_{12}=-\Delta _{A}/A} {\displaystyle g_{21}=\Delta _{A}/A} {\displaystyle g_{22}=B/A} |  |
| {\displaystyle A} | {\displaystyle A=-\Delta _{h}/h_{21}} {\displaystyle B=-h_{11}/h_{21}} {\displaystyle C=-h_{22}/h_{21}} {\displaystyle D=-1/h_{21}}                                                                                 | {\displaystyle A=-y_{22}/y_{21}} {\displaystyle B=-1/y_{21}} {\displaystyle C=-\Delta _{y}/y_{21}} {\displaystyle D=-y_{11}/y_{21}}                                                                                 | {\displaystyle A=z_{11}/z_{21}} {\displaystyle B=\Delta _{z}/z_{21}} {\displaystyle C=1/z_{21}} {\displaystyle D=z_{22}/z_{21}}                                                                                     | {\displaystyle A=1/g_{21}} {\displaystyle B=g_{22}/g_{21}} {\displaystyle C=g_{11}/g_{21}} {\displaystyle D=\Delta _{g}/g_{21}}                                                                                     | |  |

## Преобразования схем
Rin, Rout — входное и выходное сопротивления; KI, KU — коэффициенты усиления по току и напряжению.
{\displaystyle R_{in}={\frac {U_{1}}{I_{1}}};\qquad R_{out}={\frac {U_{2}}{I_{2}}};\qquad K_{I}={\frac {I_{2}}{I_{1}}};\qquad K_{U}={\frac {U_{2}}{U_{1}}}.}
| Схема | {\displaystyle H} | {\displaystyle Y} | {\displaystyle Z} | {\displaystyle G} |
| ----- | --- | --- | --- | --- |
|       | {\displaystyle R_{in}={\frac {h_{11}+\Delta _{h}R}{1+h_{22}R}}} {\displaystyle R_{out}={\frac {h_{11}+r}{\Delta _{h}+h_{22}r}}} {\displaystyle K_{I}={\frac {h_{21}}{1+h_{22}R}}} {\displaystyle K_{U}={\frac {-h_{21}R}{h_{11}+\Delta _{h}R}}} | {\displaystyle R_{in}={\frac {1+y_{22}R}{y_{11}+\Delta _{y}R}}} {\displaystyle R_{out}={\frac {1+y_{11}r}{y_{22}+\Delta _{y}r}}} {\displaystyle K_{I}={\frac {y_{21}}{y_{11}+\Delta _{y}R}}} {\displaystyle K_{U}={\frac {-y_{21}R}{1+y_{22}R}}} | {\displaystyle R_{in}={\frac {\Delta _{z}+z_{11}R}{z_{22}+R}}} {\displaystyle R_{out}={\frac {\Delta _{z}+z_{22}r}{z_{22}+r}}} {\displaystyle K_{I}={\frac {-z_{21}}{z_{22}+R}}} {\displaystyle K_{U}={\frac {z_{21}R}{-\Delta _{z}+z_{11}R}}} | {\displaystyle R_{in}={\frac {g_{22}+R}{\Delta _{g}+g_{11}R}}} {\displaystyle R_{out}={\frac {g_{22}+\Delta _{g}r}{1+g_{11}r}}} {\displaystyle K_{I}={\frac {-g_{21}}{\Delta _{g}+g_{11}R}}} {\displaystyle K_{U}={\frac {g_{21}R}{g_{22}+R}}} |

В качестве примера найдем входное/выходное сопротивление и коэффициенты усиления по току и напряжению для четырёхполюсника, описанного h-параметрами.
- Входное сопротивление

{\displaystyle R_{in}={\frac {U_{1}}{I_{1}}};}
Ненагруженный четырёхполюсник описывается системой
{\displaystyle {\begin{cases}U_{1}=h_{11}I_{1}+h_{12}U_{2}\\I_{2}=h_{21}I_{1}+h_{22}U_{2}\end{cases}}.}
При подключении нагрузки
{\displaystyle U_{2}=-I_{2}R.}
Преобразуем систему уравнений
{\displaystyle {\begin{cases}U_{1}=h_{11}I_{1}-h_{12}I_{2}R\\I_{2}=h_{21}I_{1}-h_{22}I_{2}R\end{cases}};\qquad {\begin{cases}I_{2}h_{12}R=h_{11}I_{1}-U_{1}\\I_{2}(1+h_{22}R)=h_{21}I_{1}\end{cases}};}
{\displaystyle (h_{11}I_{1}-U_{1})(1+h_{22}R)=h_{12}h_{21}I_{1}R;}
{\displaystyle h_{11}I_{1}(1+h_{22}R)-U_{1}(1+h_{22}R)=h_{12}h_{21}I_{1}R;}
{\displaystyle U_{1}(1+h_{22}R)=I_{1}[h_{11}(1+h_{22}R)-h_{12}h_{21}R];}
{\displaystyle U_{1}(1+h_{22}R)=I_{1}(h_{11}+h_{11}h_{22}R-h_{12}h_{21}R);}
{\displaystyle U_{1}(1+h_{22}R)=I_{1}(h_{11}+\Delta _{h}R);}
{\displaystyle R_{in}={\frac {U_{1}}{I_{1}}}={\frac {h_{11}+\Delta _{h}R}{1+h_{22}R}}.}

## Разновидности четырёхполюсников
Симметричный четырёхполюсник — четырёхполюсник, у которого схема одинакова относительно его входных и выходных зажимов.
Тогда для симметричного четырёхполюсника Z11 = Z22.
Ещё: если при перемене местами источника и приемника энергии их токи не меняются, то такой четырёхполюсник называется симметричным.
Пассивный четырёхполюсник — это четырёхполюсник, который не содержит источников энергии, либо содержит скомпенсированные источники энергии.
Активный четырёхполюсник — это четырёхполюсник, который содержит нескомпенсированные источники энергии.
Обратимый четырёхполюсник — четырёхполюсник, у которого выполняется теорема обратимости, то есть передаточное сопротивление входных и выходных контуров не зависит от того, какая пара зажимов входная, а какая выходная: U1/I2=U2/I1

## Частные случаи четырёхполюсников

### Идеальный трансформатор
Идеальный трансформатор — это пассивный четырёхполюсник, описывающий формально модель трансформатора без учёта тока холостого хода и ферромагнитного сердечника. Математически это определяется системой уравнений, которая выглядит в H-форме (либо соответствующей ей матрицей):
{\displaystyle {\begin{cases}U_{1}=h_{12}U_{2}\\I_{2}=h_{21}I_{1}\\\end{cases}};{\begin{pmatrix}U_{1}\\I_{2}\end{pmatrix}}={\begin{pmatrix}0&h_{12}\\h_{21}&0\end{pmatrix}}{\begin{pmatrix}I_{1}\\U_{2}\end{pmatrix}}}

### Гиратор
Гиратор — пассивный четырёхполюсник без потерь, преобразующий входной ток — в выходное напряжение, а входное напряжение — в обратный по знаку (инвертированный) выходной ток (инвертор положительного сопротивления). Математически это описывается системой, которая выглядит в Y-форме (либо соответствующей ей матрицей:
{\displaystyle {\begin{cases}I_{1}=y_{12}U_{2}\\I_{2}=-y_{21}U_{1}\\\end{cases}};{\begin{pmatrix}I_{1}\\I_{2}\end{pmatrix}}={\begin{pmatrix}0&y_{12}\\-y_{21}&0\end{pmatrix}}{\begin{pmatrix}U_{1}\\U_{2}\end{pmatrix}}}
Т.о. гиратор не поглощает и не накапливает энергию, преобразуя комплексное сопротивление нагрузки в сопротивление с обратным знаком и модулем, равным обратному соотношению:
{\displaystyle Z_{out}={\frac {1}{-Z_{in}y_{21}^{2}}}}

### Нуллор
Нуллор  — четырехполюсник, аномальный элемент, у которого входные ток и напряжение равны нулю, а выходные ток и напряжение принимают любые, не связанные друг с другом значения. Аномальные элементы используются в ряде случаев при анализе и синтезе электрических цепей.